# Enrique Fernández Romero
Enrique Romero és un exfutbolista andalús, que jugava com a defensa. Va néixer a Cadis el 23 de juny de 1971. Va ser internacional amb la selecció espanyola.

## Trajectòria
- CD Logroñés (1991-1994)
- València CF (1994-1997)
- RCD Mallorca (1997-1998)
- Deportivo de La Corunya (1998-2006)
- Reial Betis (2006-2007)

## Selecció espanyola
Va debutar contra Croàcia l'any 2000, va participar en tres partits en la Mundial de Corea i Japó. Va tornar al combinat espanyol per a la classificació per al Mundial d'Alemanya després de ser convocat per Luis Aragonés.

## Palmarès
- 2 Supercopes d'Espanya (2000 i 2002)
- 1 Copa del Rei (2002)
- 1 Lliga espanyola (2000)